# Faschina

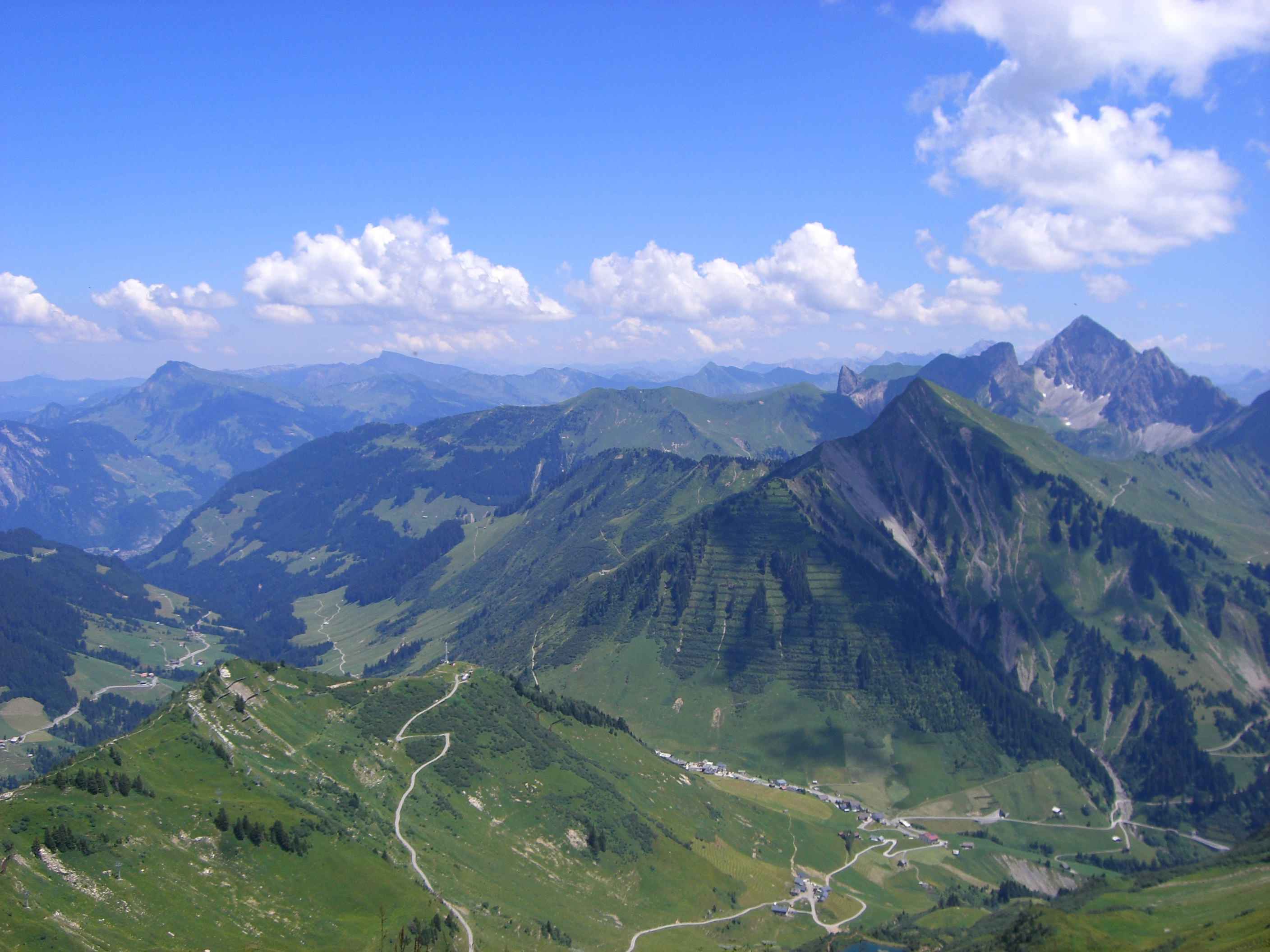
Blick vom Glatthorn auf das Faschinajoch

Faschina ist ein Ortsteil der Gemeinde Fontanella im österreichischen Bundesland Vorarlberg. Das auf durchschnittlich 1500 m ü. A. gelegene Höhendorf ist die höchstgelegene Siedlung im großen Walsertal. Mittels der über das Faschinajoch führenden Faschina Straße (L 193) kann von Faschina aus die im Bregenzerwald gelegene Gemeinde Damüls erreicht werden.
Das Bergdorf Faschina liegt als höchstgelegenes Dorf des großen Walsertals im nördlichsten Teil des von der Lutz durchflossenen Gebirgstals. Aufgrund seiner Zugehörigkeit zur Gemeinde Fontanella liegt Faschina im politischen Bezirk Bludenz. Besonders bekannt ist das Dorf wegen des Skigebiets Faschina, welches organisatorisch zum Skigebiet von Damüls gehört.